# Mount Neumayer
Mount Neumayer ist ein 719 m hoher Berg an der Scott-Küste des ostantarktischen Viktorialands. In den Prince Albert Mountains ragt er aus der D’Urville Wall an der Nordflanke des Übergangs des David-Gletschers in die Drygalski-Eiszunge auf.
Teilnehmer der Discovery-Expedition (1901–1904) unter der Leitung des britischen Polarforschers Robert Falcon Scott entdeckten ihn. Scott benannte ihn nach dem deutschen Geophysiker Georg von Neumayer (1826–1909).